# Slim Whitman
Ottis Dewey Whitman, Jr. (20 de enero de 1923 - 19 de junio de 2013), conocido profesionalmente como Slim Whitman, fue un músico de country y cantante de música del Oeste, compositor e instrumentista estadounidense célebre por sus habilidades en el canto a la tirolesa y su fluido falsete con un rango alto de tres octavas. Afirmó que había vendido más de 120 millones de discos. En la década de 1950 estuvo de gira con Elvis Presley.

## Biografía
Whitman nació como Ottis Dewey Whitman Jr, en Tampa, Florida, el 20 de enero de 1923. Mientras crecía, le gustaba la música country de Jimmie Rodgers y las canciones de Gene Autry, pero no emprendió una carrera musical propia hasta el final de la Segunda Guerra Mundial, después de haber servido en el Pacífico Sur con la Marina de los Estados Unidos.
Whitman fue un guitarrista ambidiestro autodidacta, que perdió casi todo el dedo índice de su mano izquierda en un accidente. Trabajó en un astillero de Tampa, mientras desarrollaba una carrera musical, con el tiempo formó una banda conocida como la Variety Rhythm Boys. La primera gran oportunidad de Whitman llegó cuando el mánager de talentos "Coronel" Thomas Parker lo escuchó cantar en la radio y se ofreció para representarlo. Después de firmar con RCA Records, era anunciado como "el vaquero cantante Slim Whitman" y lanzó su primer sencillo en 1948. Viajó y cantó en una variedad de lugares, incluyendo en el programa radiofónico Louisiana Hayride.
Al principio no fue capaz de ganarse la vida con la música, por lo que mantuvo un trabajo a tiempo parcial. Eso cambió en la década de 1950 después de que grabó una versión del tema Love Song of the Waterfall de Bob Nolan, lo que lo llevó al puesto número diez de la música country. Su siguiente sencillo: "Indian Love Call", fue aún más exitoso, alcanzando el número dos en las listas de éxitos de música country y apareciendo en las listas de música pop en los EE. UU. con el décimo puesto.

## Discografía

### Álbumes
| Año  | Álbum                                                | Posiciones de éxito | Posiciones de éxito | Posiciones de éxito | Sello           |
| Año  | Álbum                                                | EE. UU. Country     | EE. UU.             | R.U.                | Sello           |
| ---- | ---------------------------------------------------- | ------------------- | ------------------- | ------------------- | --------------- |
| 1954 | America's Favorite Folk Artist                       |                     |                     |                     | Imperial        |
| 1954 | Favorites                                            |                     |                     |                     | Imperial        |
| 1957 | Slim Whitman Sings                                   |                     |                     |                     | Imperial        |
| 1959 | My Best to You                                       |                     |                     |                     | Imperial        |
| 1959 | Country Favorites                                    |                     |                     |                     | Imperial        |
| 1960 | I'll Walk with God                                   |                     |                     |                     | Imperial        |
| 1960 | Songs of the Old Waterwheel                          |                     |                     |                     | Imperial        |
| 1961 | I'll Never Stop Loving You                           |                     |                     |                     | Imperial        |
| 1961 | Just Call Me Lonesome                                |                     |                     |                     | Imperial        |
| 1961 | Cool Water                                           |                     |                     |                     | Imperial        |
| 1961 | Annie Laurie                                         |                     |                     |                     | Imperial        |
| 1962 | Forever                                              |                     |                     |                     | Imperial        |
| 1962 | Sings                                                |                     |                     |                     | Imperial        |
| 1962 | Heart Songs / Love Song                              |                     |                     |                     | Imperial        |
| 1962 | I'm a Lonely Wanderer                                |                     |                     |                     | Imperial        |
| 1963 | Yodeling Country Songs/City Hits                     |                     |                     |                     | Imperial        |
| 1963 | Irish Songs                                          |                     |                     |                     | Imperial        |
| 1964 | All Time Favorites                                   |                     |                     |                     | Imperial        |
| 1965 | Love Song of the Waterfall                           | 20                  |                     |                     | Imperial        |
| 1965 | Reminiscing                                          |                     |                     |                     | Imperial        |
| 1966 | More Than Yesterday (More Country Songs & City Hits) | 28                  |                     |                     | Imperial        |
| 1966 | God's Hand in Mine                                   |                     |                     |                     | Imperial        |
| 1966 | Travelin' Man                                        |                     |                     |                     | Imperial        |
| 1966 | A Time for Love                                      |                     |                     |                     | Imperial        |
| 1967 | 15th Anniversary Album                               | 25                  |                     |                     | Imperial        |
| 1967 | Country Memories                                     | 42                  |                     |                     | Imperial        |
| 1968 | In Love the Whitman Way                              | 16                  |                     |                     | Imperial        |
| 1968 | Happy Street                                         | 34                  |                     |                     | Imperial        |
| 1969 | Slim                                                 |                     |                     |                     | Imperial        |
| 1969 | Christmas Album                                      |                     |                     |                     | Imperial        |
| 1970 | Tomorrow Never Comes                                 |                     |                     |                     | United Artists  |
| 1971 | Guess Who                                            | 31                  |                     |                     | United Artists  |
| 1971 | It's a Sin to Tell a Lie                             | 23                  |                     |                     | United Artists  |
| 1972 | The Best of Slim Whitman                             |                     |                     |                     | United Artists  |
| 1973 | I'll See You When                                    |                     |                     |                     | United Artists  |
| 1973 | 25th Anniversary Concert                             |                     |                     |                     | United Artists  |
| 1974 | Happy Anniversary                                    |                     |                     |                     | United Artists  |
| 1976 | Everything Leads Back to You                         | 42                  |                     |                     | United Artists  |
| 1977 | Red River Valley                                     |                     |                     | 1                   | United Artists  |
| 1977 | Home on the Range                                    |                     |                     | 2                   | United Artists  |
| 1980 | Songs I Love to SingA                                | 25                  | 175                 |                     | Cleveland Int'l |
| 1980 | Christmas with Slim Whitman                          | 47                  | 184                 |                     | Cleveland Int'l |
| 1981 | Mr. Songman                                          |                     |                     |                     | Cleveland Int'l |
| 1981 | I'll Be Home for Christmas                           |                     |                     |                     | Cleveland Int'l |
| 1984 | Angeline                                             |                     |                     |                     | Cleveland Int'l |
| 1988 | Magic Moments                                        |                     |                     |                     |                 |
| 1989 | Best Loved Favorites                                 |                     |                     |                     |                 |
| 1991 | 20 Precious Memories                                 |                     |                     |                     |                 |
| 1998 | The Legendary Slim Whitman – Traditional Country     |                     |                     |                     |                 |
| 2010 | Twilight on the trail                                |                     |                     |                     |                 |

- ASongs I Love to Sing también alcanzó su punto máximo en el número 24 en la lista de éxitos de los álbumes Country de RPM en Canadá.

## Banda sonora
- Vice — "Tennessee Waltz" (2007)
- House of 1000 Corpses — "I Remember You" (2003)
- Mars Attacks! — "Indian Love Call" (1996)
- Mars Attacks! — "I'm Casting My Lasso Towards the Sky" (1996)
- Who'll Stop the Rain — "I'll Step Down" (1978)
- Close Encounters of the Third Kind — "Love Song of the Waterfall" (1977)

## Filmografía
- The Midnight Special TV (23 de enero de 1981)
- The Midnight Special TV (19 de agosto de 1972)
- Jamboree (1957)
- Stir Crazy (1980, vocal)